# ميركوريال
ميركوريال (Mercurial) هو أداة متعددة المنصات، وأداة إدارة المراجعة الموزعة لمطوري البرمجيات. وينفذ بشكل رئيسي عن طريق استخدام لغة برمجة بايثون، ولكنه يتضمن ديف ثنائي مكتوبة باستخادم سي. وهو مدعوم في ويندوز والأنظمة شبيه يونكس مثل فري بي إس دي، وماك أو إس عشرة ولينكس. وميركوريال هو في المقام الأول برنامج سطر أوامر ولكن ملحقات واجهة المستخدم الرسومية متاحة فيه. وتُستحضر جميع عمليات ميركوريال كاختيارات كلمة رئيسية لسائقها hg، كرمز للعنصر الكيميائي للزئبق.
وتشمل الأهداف الأساسية من تصميم ميركوريال الأداء العالي وقابلية التوسع، واللامركزية، وتطوير تعاوني موزع شامل، وتناول نشيط لكلا من النص العادي والملفات الثنائية، وقدرات متقدمة للتوزيع والدمج، وفي نفس الوقت تبقى بسيطة المفهوم. كما يشمل واجهة ويب متكاملة. وقد اتخذت ميركوريال أيضًا خطوات لتسهيل الانتقال لمستخدمي أباتشي سبفيرجين.
منشأ والمطور الرئيسي لميركوريال هو مات ماكال. وقد صدر بموجب شروط رخصة جنو العمومية العامة (إصدار 2 أو أي إصدار لاحق).

## معلومات تقنية
يستخدم ميركوريال مزيج SHA-1 لتحديد المراجعات. وللوصول التخزيني عبر شبكة ما، يستخدم ميركوريال بروتوكول نقل النص الفائق للحد من طلبات الذهاب والإياب، ووصلات جديدة ونقل البيانات. كما يمكن أيضا لميركوريال العمل على بروتوكول النقل الآمن حيث أنه مشابه جدا لبروتوكول نقل النص الفائق. وبشكل افتراضي فإنه يستخدم دمج ثلاثي المسلك قبل استدعاء أدوات دمج خارجية.

## التوثيق
ولقد كتب برايان أوسوليفان دليل مرجعي شامل، ميركوريال: الدليل النهائي، وهو متوفر مطبوعًا بالأسواق وأيضًا مرجعًا مجانيًا على شبكة الإنترنت. هو متاح مجاني تحت شروط رخصة النشر المفتوح.

## التاريخ
أعلن ماكال لأول مرة عن ميركوريال في 19 أبريل 2005. وكان الدافع وراء ذلك اعلان Bitmover في وقت سابق من هذا الشهر أنهم سيقومون بسحب النسخة المجانية من BitKeeper.
وقد استخدم BitKeeper لمتطلبات التحكم في إصدار نواة مشروع لينكس. قرر ماكال كتابة نظام تحكم لإصدار موزع للاستخدام كبديل مع نواة لينكس. بدأ هذا المشروع بعد أيام قليلة من مشروع آخر يسمى جت، بمبادرة من لينوس تورفالدس بسبب نفس الأهداف.
وقد قرر مشروع نواة لينكس استخدام جت بدلا من ميركوريال، ولكنه يستخدم الآن من قبل العديد من المشاريع الأخرى. (انظر إلى الأسفل)

## برمجيات ذات صلة
- تتضمن واجهة المستخدم الرسومية لميركوريال:

Hgk (تي سي إل)
- وينفذ هذا كامتداد لميركوريال، ويشكل جزءا من الإصدار الرسمي. ويعرض هذا العارض الرسم البياني الموجهة الحلقي من مجموعات تغير مخزن ميركوريال. ويمكن استدعاء هذا المشاهد عن طريق الأمر hg view، إذا تم تمكين الامتداد. واستند hgk في الأصل على أداة مماثلة في git تُسمى gitk. وهناك بديل لـ hgk اسمه hgview وهو مكتوب بلغة بايثون فقط ويوفر كلا من واجهات gtk و qt.

HgSccPackage
- برنامج مساعد لميركوريال للتحكم المصدري لـمايكروسوفت فيجوال ستوديو 2008/2010.

TortoiseHg
- TortoiseHg هو امتداد قشري ومجموعة من التطبيقات لنظام ميركوريال لتحكم موزع في المراجعة. وهو متاح لمستكشف ويندوز وجنوم نوتلس.
- Murky واجهة مستخدم رسومية في نظام تشغيل ماك أو إس عشرة في Objective-C 2.0، يعمل على نظام تشغيل ماك أو إس العاشر 10.5 والأحدث.
- MacMercurial واجهة مستخدم رسومية في نظام تشغيل ماك أو إس عشرة «ليس المقصود به ام يحل محل استخدام خط الأمر في ميركوريال، ولكنه فقط يسهل عمليات ميركوريال الأكثر شيوعا،» لنظام تشغيل ماك أو إس العاشر 10.4 والأحدث.
- VisualHG برنامج مساعد لـ ميركوريال للتحكم المصدري لمايكروسوفت فيجوال ستوديو 2005، و2008، و2010.
- أدوات الدمج ذات صلة تتضمن (h)gct (كيوت) وMeld.
- الامتدادات المتحولة تسمح بالاستيراد من مخازن نظم النسخ المتلاقية، وDarcs، وجت، وGNU Arch، ومونتون، وPerforce، وبازار، وأباتشي سبفيرجن.
- تدعم نت بينز ميركوريال بدءا من إصدار 6.
- يدعم إكليبس ميركوريال مع برنامج مساعد MercurialEclipse.

MacHg هو مؤشر حر وسريع لنظام تشغيل ماك أو إس العاشر 10.6 والأحدث.
- Source Tree هو عميل واجهة مستخدم رسومية في نظام تشغيل ماك أو إس عشرة والذي يعمل مع ميركوريال و Git.

## الإتباع

### استضافة الرمز المصدري
تقدم المواقع التالية استضافة رمز مصدري مجاني لمخازن ميركوريال:
- بيت باكيت  [لغات أخرى]‏
- كود بلاكس[12]
- مدونة جوجل[13]
- Project Kenai بواسطة أوراكل
- سورس فورج.نت
- Assembla
- GNU Savannah
- اولاين بواسطة دبيان
- BerliOS
- Kiln بواسطة برمجيات Fog Creek
- في قائمة ميركوريال ويكي

### مشروعات تستخدم ميركوريال
بعض المشاريع تستخدم ميركوريال RCS :
- Adium
- Audacious
- Coin3D[15]
- CubicWeb
- Dovecot IMAP server[16]
- GeeXboX
- GNU Multi-Precision Library
- جنو أوكتف
- غو (لغة برمجة)
- Growl
- اي لوم او اس  [لغات أخرى]‏[17]
- LEMON
- Video4Linux /LinuxTV
- Lugaru HD[18]
- LuxRender محرك تصيير ثلاثي الأبعاد
- ميركوريال
- موين.موين برنامج ويكي
- موزيلا[19]
- Mutt
- نت بينز[20]
- Nuxeo
- Ogre3D[21]
- اوبن جي دي كي[22]
- أوبن إنديانا[23]
- أوبن أوفيس.أورج[24]
- OSSEC
- بايثون
- RabbitMQ
- Sage[25]
- نظام تشغيل سيمبيان[26]
- Tryton
- Tuenti
- فيم (محرر نصوص)

## وصلات خارجية
- ميركوريال على موقع Open Hub (الإنجليزية)
- ميركوريال على موقع Free Software Directory (الإنجليزية)
- الموقع الرسمي